# Harry Becker

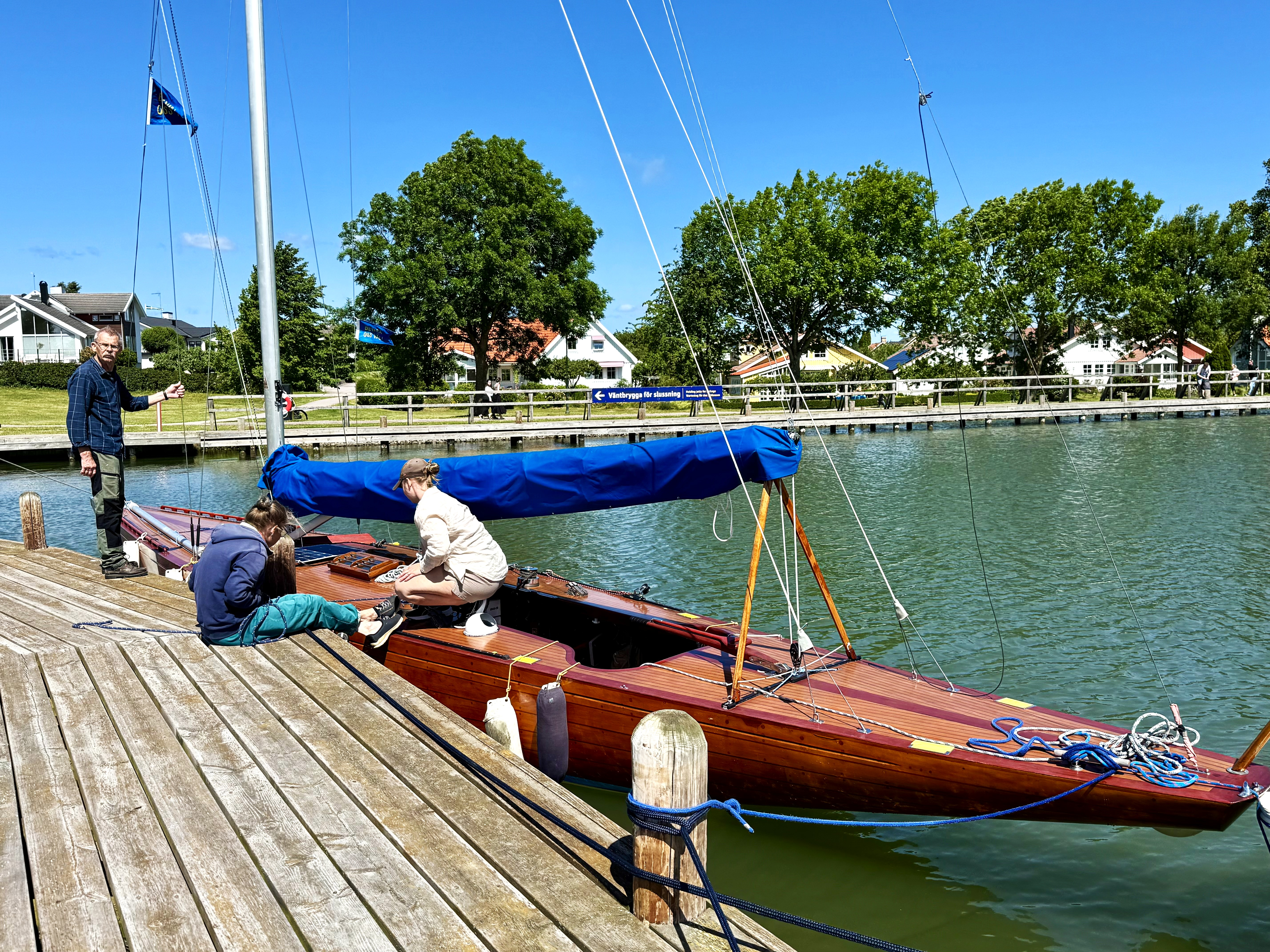
R 6 Flush, byggd 1933 på Rödesunds båtvarv i Karlsborg.

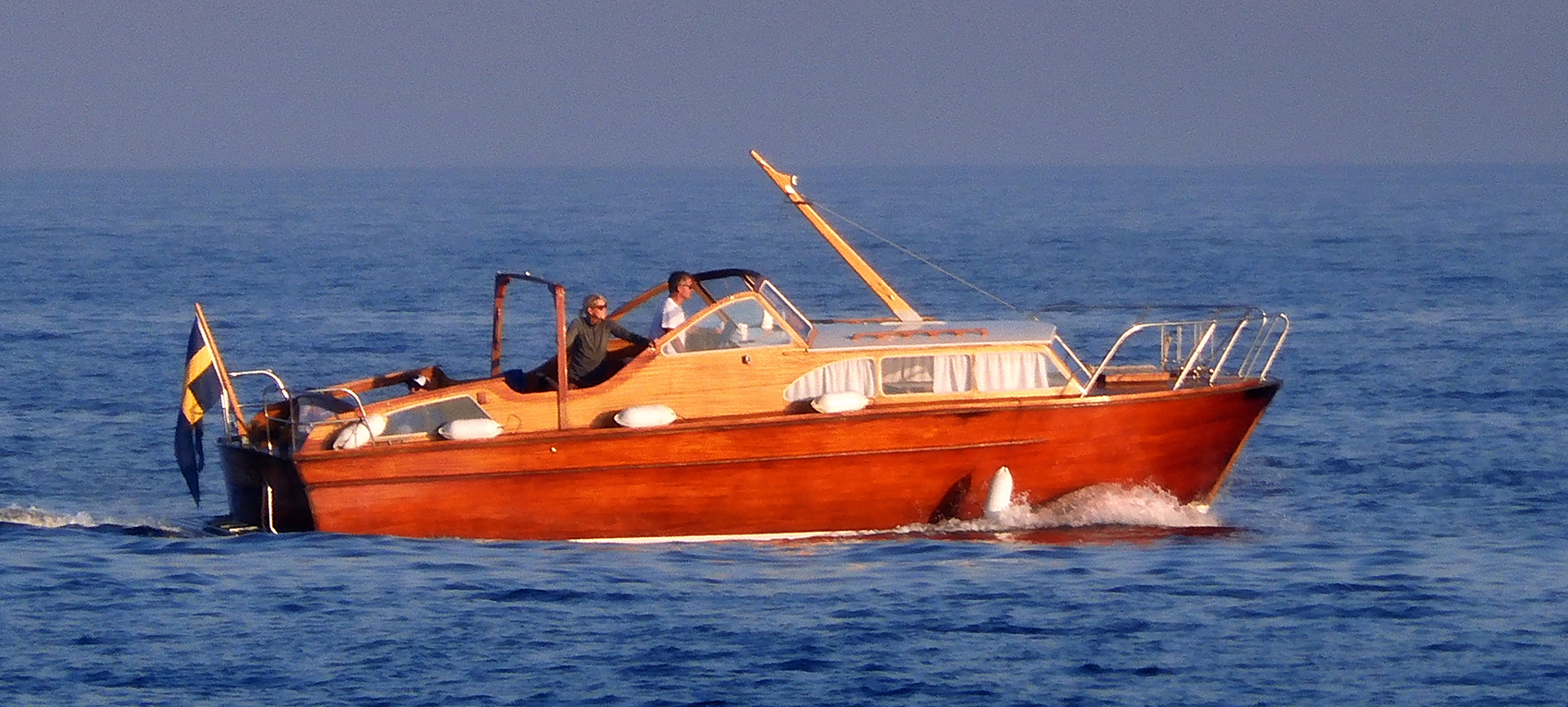
Florida, byggd i ett enda exemplar på Gamleby Yachtvarv i Gamleby 1962.

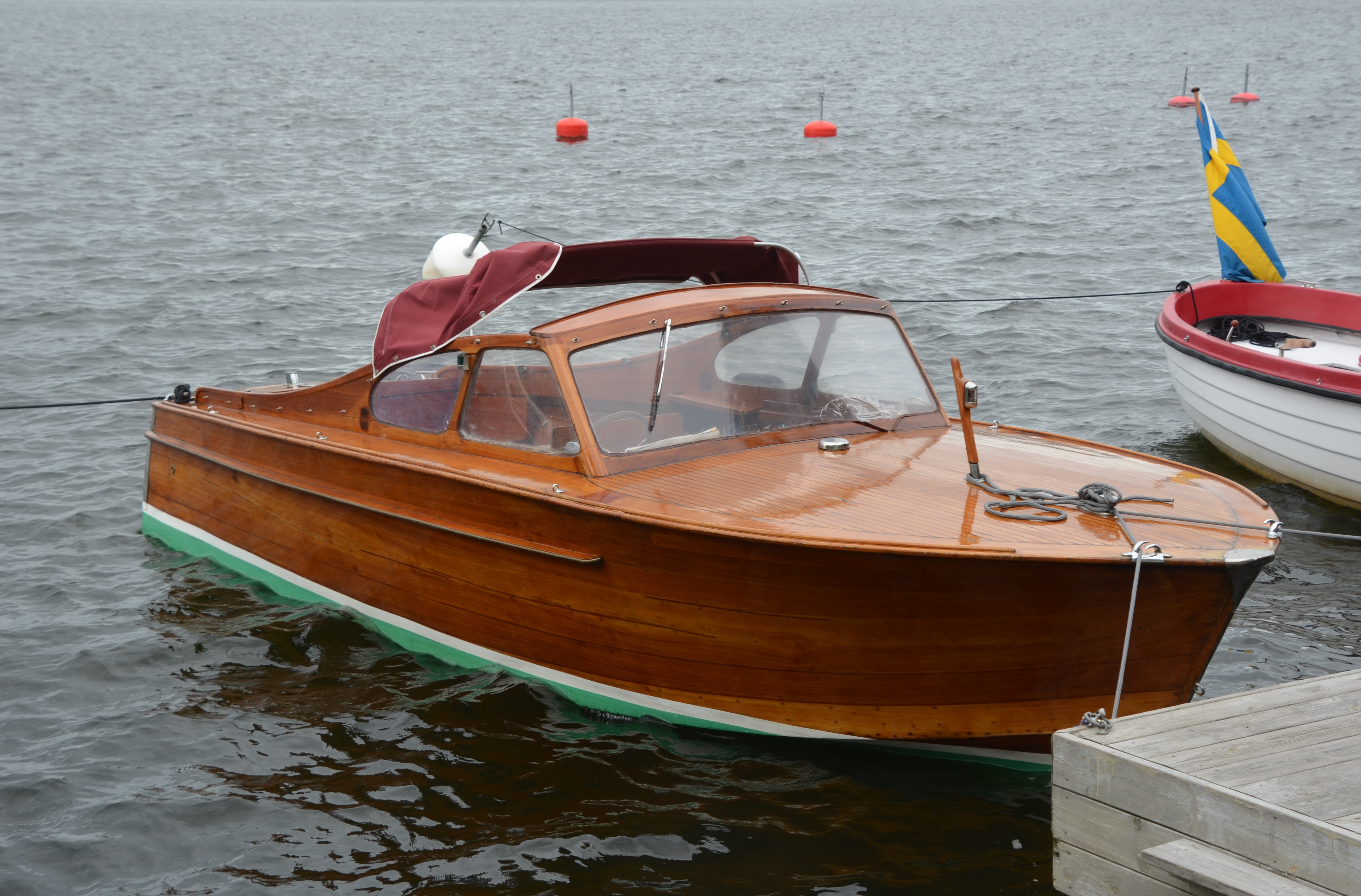
Anne, byggd 1956 på John Johanssons båtvarv i Karlsborg

Harry Adolf Becker, född 2 juni 1905 i Karlsborg, död 31 oktober 1992 på Lidingö, var en svensk båtkonstruktör.
Harry Becker var son till urmakaren och kappseglingsentusiasten Emil Sigfrid Becker. Fadern grundade 1909 tillsammans med Harry Beckers morbror Gustaf Adolf Eriksson Rödesunds varv på Sandudden vid Karlsborg. Varvet började snart bygga skärgårdskryssare. Harry Becker började redan i tonåren rita skärgårdskryssare och blev en självlärd båtkonstruktör. Han tog över varvet efter faderns bortgång 1937.
Han började också konstruera snabba motorbåtar och fick ett patent 1941 för en ny bottenkonstruktion. Varvet gick i konkurs 1947, varefter Harry Becker började arbeta åt sin vän Knud Reimers på Hästholmsvarvet. År 1952 öppnade han den egna konstruktionsbyrån och varvet på Lidingö Beckerbåt AB. 
Han hade sönerna Tore och Jan Becker, vilka drev verksamheten vidare efter hans död 1992. Harry Becker är begravd på Lidingö kyrkogård.

## Konstruerade båtar i urval
- 1935 Segelbåten Finiekette, på Rödesunds båtvarv, Karlsborg
- 1945 Motorbåten Anne, byggd på John Johanssons båtvarv i Karlsborg
- 1962 Motorkryssaren Florida, på Holms Yachtvarv, Gamleby
- 1962 Typsegelbåten Lotus Scandinavia (tillsammans med Ludwik Zienkiewicz, född 1933)
- 1974 Entypssegelbåten Becker 27, tillverkad av BK Marin i Forshaga
- I början av 1980-talet Vagabond 31